# Oskar Brunzell
Oskar Brunzell, född 12 juli 1874 i Stavnäs församling, Värmlands län, död 23 juni 1928 i Brunskogs församling, Värmlands län, var en svensk fagottist.

## Biografi
Oskar Brunzell föddes 1874 i Stavnäs församling. Han var mellan 1894–1897 extra fagottist vid Kungliga Hovkapellet och 1897–1928 ordinarie fagottist. Brunzell invaldes 1917 som associé i Kungliga Musikaliska Akademien. Han avled 1928 i Brunskogs församling.